# Unión Nacional Opositora (1966)
Unión Nacional Opositora war ein Wahlbündnis in Nicaragua, dessen Ziel die Entmachtung des Somoza-Regimes war.
Das Bündnis Unión Nacional Opositora (UNO) aus:
1. Partido Conservador de Nicaragua (PCN),
2. Partido Liberal Independiente (PLI),
3. Partido Social Cristiano (PSCN),
4. Partido Socialista Nicaragüense (PSN) und die
5. Partido Comunista de Nicaragua (PC de N)

stellte 1966 für die Wahlen 1967 Fernando Agüero Rocha als gemeinsame Kandidatin für die Präsidentschaft auf.
Eine gemeinsame Demonstration dieses Bündnisses in Managua am 22. Januar 1967 wurde mit dem Massaker auf der Avenida Roosevelt niedergeschlagen.
Der gemeinsame Präsidentschaftskandidat Agüero unterschrieb am 28. März 1967 im Teatro Rubén Darío einen Pakt mit Somoza,  wurde vom 1. Mai 1972 bis zum 1. Dezember 1974 Mitglied in der Junta Nacional de Gobierno (JNG) und erlaubte die Wiederwahl von Anastasio Somoza Debayle zum Präsidenten, weshalb er in seiner Partei als Verräter angesehen wurde.